# José Robledo
José Manuel Robledo Tiedra (Madrid, 1979) es un historietista, ilustrador y diseñador gráfico español. Trabaja como guionista para el mercado francés.

## Biografía y obra
José Robledo creció leyendo a Neil Gaiman.
Estudió Bellas Artes en la Universidad Complutense de Madrid, conociendo en su primer año a Marcial Toledano. Desde 2001 y con la firma Robledo+mtv empezaron a publicar juntos en la revista de tendencias "Belio Mgz"; con la firma de Grupo Excéntrico y acompañados por Laura López, a participar en los Premios Injuve.
En 2003, los tres colaboraron en la obra colectiva Tapa Roja (Ediciones Sinsentido).
En diciembre de 2006, Diábolo Ediciones editó una recopilación de la obra conjunta de Robledo y Toledano con el título de Monito Cádaver.
En 2008, después de firmar un contrato con la editorial francesa Dargaud, ambos iniciaron la trilogía Ken Games, encargándose Robledo del guion y Toledano de los dibujos. Por esta obra de serie negra, fueron nominados en 2010 a mejor álbum, guion y dibujo, en el Salón del cómic de Barcelona y a mejor álbum en Expocómic.